# Patrona de Canarias

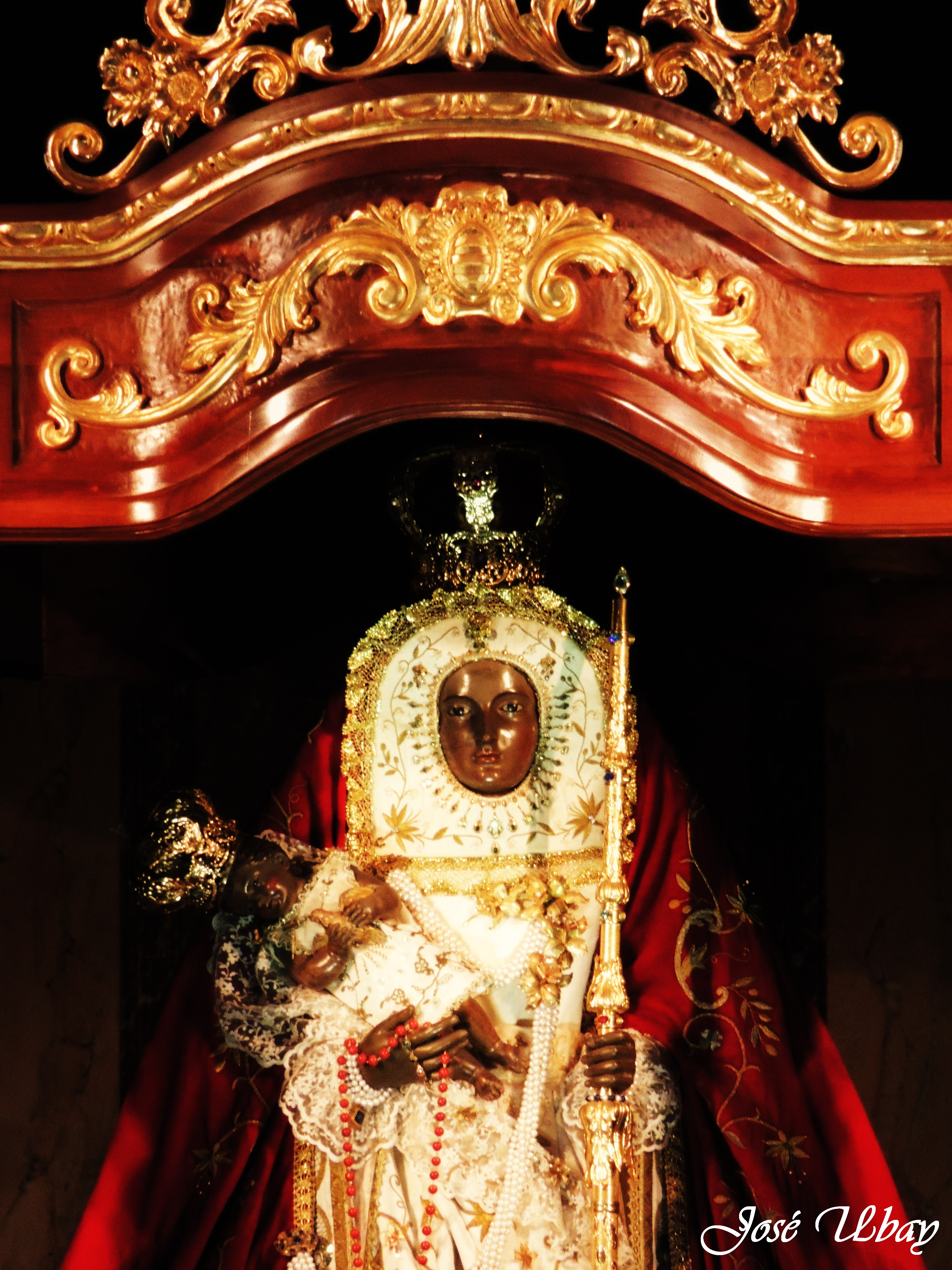
Nuestra Señora la Virgen de Candelaria, Patrona de Canarias

La patrona de las Islas Canarias (España) es la Virgen de Candelaria. Dicha imagen mariana se venera en la basílica de Nuestra Señora de la Candelaria (en el municipio de Candelaria, en la isla de Tenerife). Fue declarada Patrona Principal del Archipiélago Canario por decreto de la Sagrada Congregación de Ritos del 12 de diciembre de 1867 y coronada canónicamente el 13 de octubre de 1889. Ya en 1599 había sido declarada Patrona de Canarias por el papa Clemente VIII.

## Historia del título
El 26 de marzo de 1599 el papa Clemente VIII nombra a la Virgen de Candelaria Patrona de Canarias y de su único obispado. En esta bula el papa concede para las Islas Canarias el rezo con rito de primera clase y octava, así como a sus capellanes la facultad para que rezaran con octava en todas las fiestas de la Virgen. En este hecho influyó el que el rey Felipe II se hubiese declarado protector y patrono de la Virgen de Candelaria poco antes, en 1596, cargo que mantuvieron sus sucesores. El monarca español, tras subir al trono, se declaró patrono del Convento Real de Nuestra Señora de la Candelaria, de ahí el rango que lleva el Santuario de la Virgen desde entonces.
El hecho de que la Virgen de Candelaria fuera la imagen elegida para tan ilustre patronazgo se debía, además del enigmático hallazgo de la talla por los guanches y ser la primera imagen mariana aparecida en el archipiélago, a que ya desde la conquista de Canarias la devoción a la Virgen se había extendido hacia el resto de las islas y la imagen fue protagonista de obras monográficas desde el momento de la conquista de Tenerife, lo que contribuyó a divulgar su culto. Prueba de la importancia de esta devoción desde la conquista es el hecho de que los dos libros impresos más antiguos que tratan sobre las Islas Canarias son los que relatan la aparición o hallazgo de la imagen de la Virgen de Candelaria, escritos ambos por el religioso e historiador Fray Alonso de Espinosa en 1594.
El propio Fray Alonso de Espinosa se refiere a la Virgen de Candelaria ya en 1592 como «patrona de todas estas islas». Este dato es importante pues da cuenta de que ya era considerada patrona del archipiélago por el vulgo incluso desde antes de que Clemente VIII oficializara este título.
Más tarde se establecerían dos patronazgos expecíficos para las dos posteriores diócesis canarias siguiendo el ejemplo de todas las demás diócesis de España, sin que por ello se prescindiese del patronazgo general de la Virgen de Candelaria.
Tras la división de Canarias en dos obispados en 1819, con la creación de la Diócesis de San Cristóbal de La Laguna por bula del papa Pío VII, el propio papa nombra a Nuestra Señora de los Remedios patrona de la Diócesis de San Cristóbal de La Laguna (la cual comprende la provincia de Santa Cruz de Tenerife).
Sin embargo, tras ser nombrado el obispo de Canarias Joaquín Lluch y Garriga como administrador apostólico de Tenerife, teniendo éste en cuenta el patronazgo histórico ejercido por la Virgen de Candelaria sobre el archipiélago eleva al papa la petición del nombramiento de esta Virgen como patrona de ambos obispados canarios (como ratificación de que el patronazgo anterior de La Candelaria sobre todo el archipiélago seguía vigente), y por Decreto de 12 de diciembre de 1867, la Santa Sede designa y confirma a la Virgen de Candelaria, Patrona Principal de las Islas Canarias y de sus dos obispados, lo que se publica en los boletines oficiales canarios en 1868. Posteriormente, por decreto de 16 de abril de 1914, otorgado por el papa Pío X, se designa patrona de la Diócesis Canariense-Rubicense (provincia de Las Palmas) a la Virgen del Pino. Pero aun así conservó este último papa para la Virgen de Candelaria los títulos de Patrona de Canarias y de Patrona Principal del Archipiélago Canario.

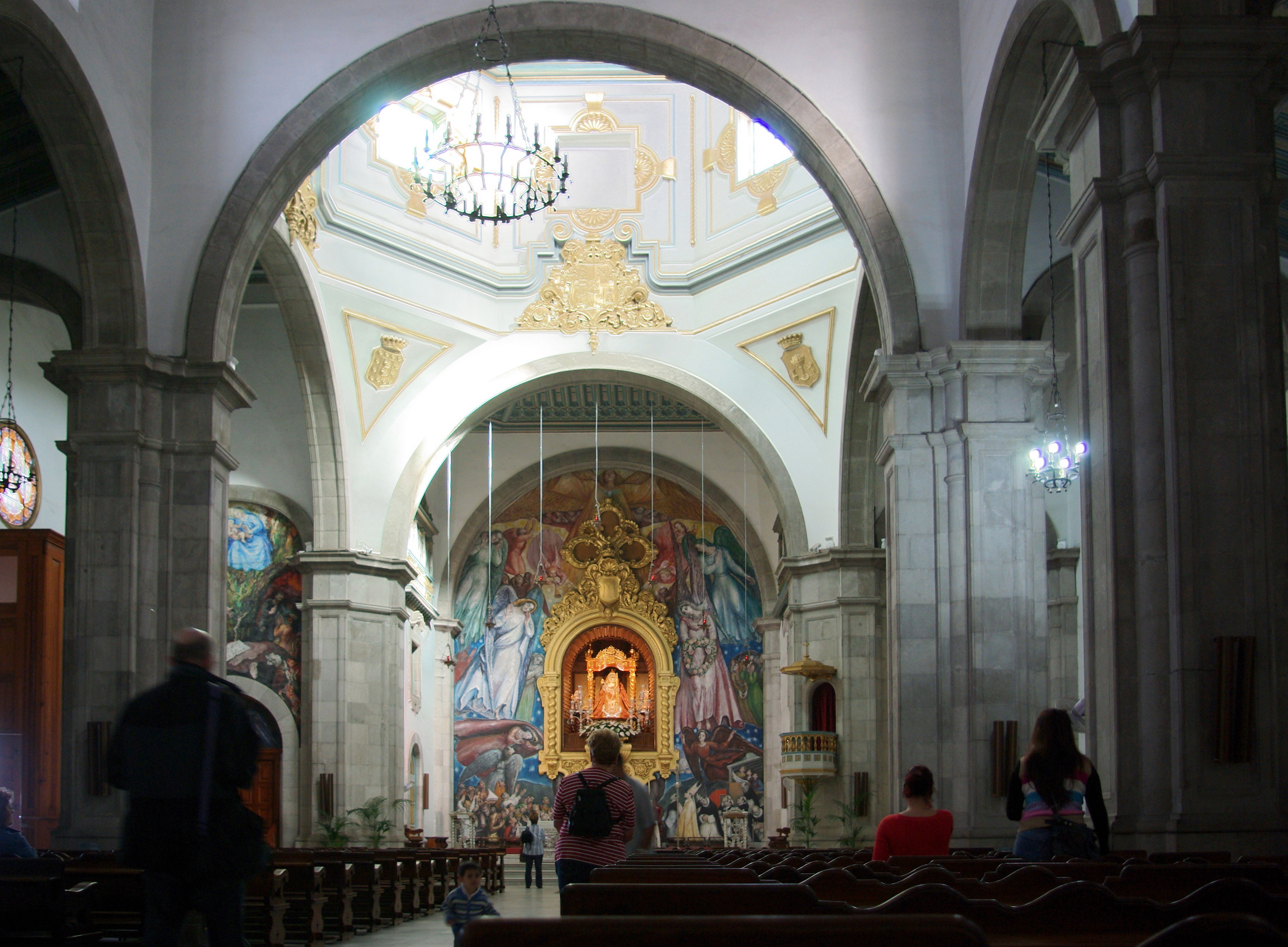
Interior de la Basílica de La Candelaria. En el altar, la imagen de la Virgen

En la época en la que la Virgen de Candelaria es declarada Patrona de ambas diócesis canarias, comienzan a establecerse en España algunos patronazgos regionales, es decir, patronazgos que engloban varias diócesis en una misma región geográfica. Así por ejemplo y de manera equivalente a Canarias, el papa León XIII proclamó en 1881 a la Virgen de Montserrat como Patrona de las diócesis catalanas (de ahí el título de patrona de Cataluña). En la actualidad cada diócesis catalana tiene su patrona sin que por ello afecte al patronazgo general de Cataluña que ostenta la Virgen de Montserrat.
Actualmente los patronazgos en Canarias se encuentran establecidos de la siguiente manera: La Virgen de los Remedios es la patrona de la Diócesis de San Cristóbal de La Laguna, la Virgen del Pino, patrona de la Diócesis Canariense y la Virgen de Candelaria es la patrona general de las Islas Canarias. El patronazgo de la Virgen de Candelaria sobre Canarias ha sido confirmado en numerosas ocasiones: como en 1630 por el papa Clemente VIII y por bula de 1867, también lo hizo el papa Pío IX. Una de las más recientes fue en 2009 por el papa Benedicto XVI.
A lo largo de la historia diversos cronistas e historiadores se han referido también al patronazgo de la Candelaria sobre el archipiélago canario; Así Fray Alonso de Espinosa se refiere a ella como «patrona de todas estas islas» (1592), «patrona de las islas de Canaria» (Antonio de Viana, 1604), «Madre universal de aquellas islas» (Alonso de Andrade, 1664), «patrona universal de todo este obispado» (Bartolomé García Ximénez, 1675), «milagrosa y admirable imagen de Nuestra Señora de Candelaria, patrona de las islas de Canaria» (Juan Núñez de la Peña, 1676) y «patrona universal de estas yslas» (Juan González Pargo, 1699), entre otros.
Al ser la patrona de todo el archipiélago, la Virgen de Candelaria es también una de las Patronas de las comunidades autónomas de España.

### Patronazgo reconocido por la Corona Española y la Santa Sede
Datos históricos sobre el patronazgo:

Desde Carlos I, en 1534, se hacen llamadas a acudir a Candelaria, Patrona General. El año 1620, día 25, el papa Inocencio X, en una bula, instituye la cofradía y la llama Patrona General. En el año 1599, Clemente VIII la nombra Patrona Universal del Obispado de Canarias, [es decir de todo el Archipiélago]. El año 1867, Pío IX, a petición de Lluch y Garriga, la nombra Patrona del Archipiélago Canario. Los reyes y los papas, pero sobre todo los reyes, patronos, tienen expresiones como las siguientes: Les exhorto a que pongan como intercesora a Nuestra Señora de la Candelaria, Patrona Universal del Obispado de Canarias.
Instrucciones de Agaete, folio 116

### Otras menciones
El obispo de Canarias don Bartolomé García Ximénez en un documento escrito el 6 de enero de 1675 refiere:

"...Y porque como la experiencia desgraciadamente enseña regularmente en este obispado y sus siete islas padecemos la penuria de lluvia y agua del cielo y así mismo la infestación de bárbaros piratas que tanto daño hacen y han hecho en estas costas cautivando tanto número de personas de ella y considerando que para el remedio de estos daños no hay en este obispado y sus pueblos Santos Patronos especiales que consigan de Dios Nuestro Señor el remedio de estos males, he considerado que nuestra Señora de Candelaria es Patrona Universal de todo este obispado, cuyo oficio se reza con octava en todo él, que esta Soberana Señora sea también especial abogada de cada pueblo para beneficio de la lluvia..."
06-01-1675

En 1689, dada la imposibilidad de cumplir con una variación del calendario impuesta por la "Congregatio pro Sacri Ritibus et Caeremoniis" para mudar la fecha de la celebración de la Virgen de Candelaria, García Ximénez dice que:

"...en este obispado no se puede transferir por ser Patrona Universal de estas Islas..."

Tal y como acredita esta cita del obispo de Canarias Joaquín Lluch y Garriga, la Virgen de Candelaria era venerada de manera inmemorial como patrona de todo el archipiélago en general, debido a su declaración como tal en 1599 por el papa Clemente VIII:

Nos, en atención a que Ntra. Sra. de Candelaria es, desde muy antiguo, la Patrona de esta provincia de Canarias, hemos suplicado a Su Santidad designara por Patrona principal de una y otra Diócesis a la Santísima Virgen María en el misterio de su Purificación [Candelaria], cuya fiesta se celebra el día dos de Febrero.
20-11-1867

### Ratificación del patronazgo por el papa Benedicto XVI en 2009

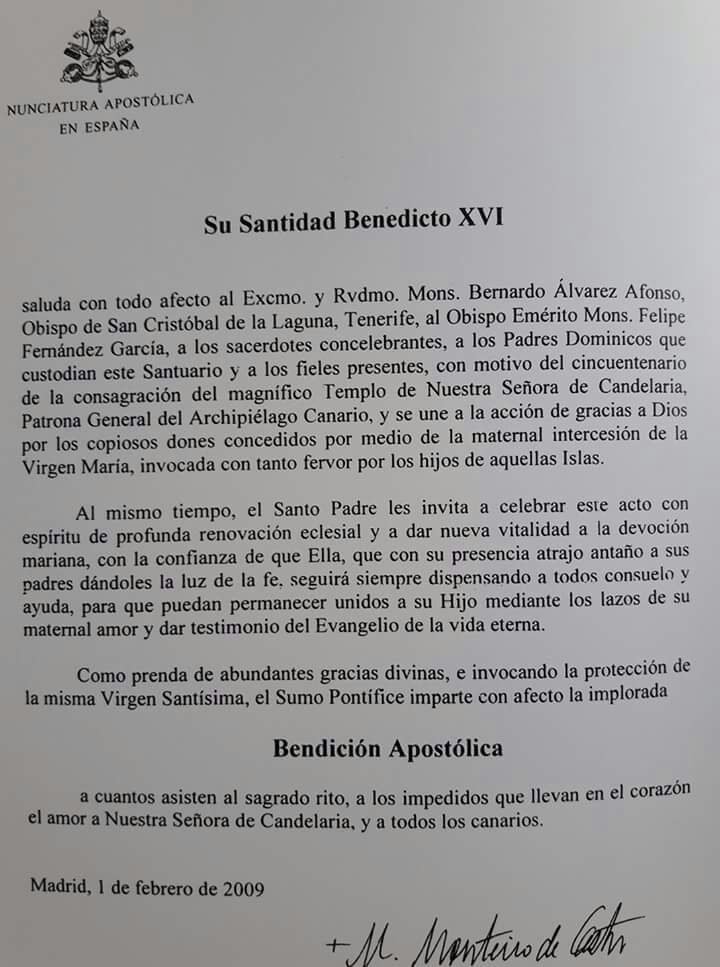
Bendición Apostólica del Papa Benedicto XVI, en la que menciona el patronazgo de la Virgen de Candelaria sobre Canarias (año 2009)

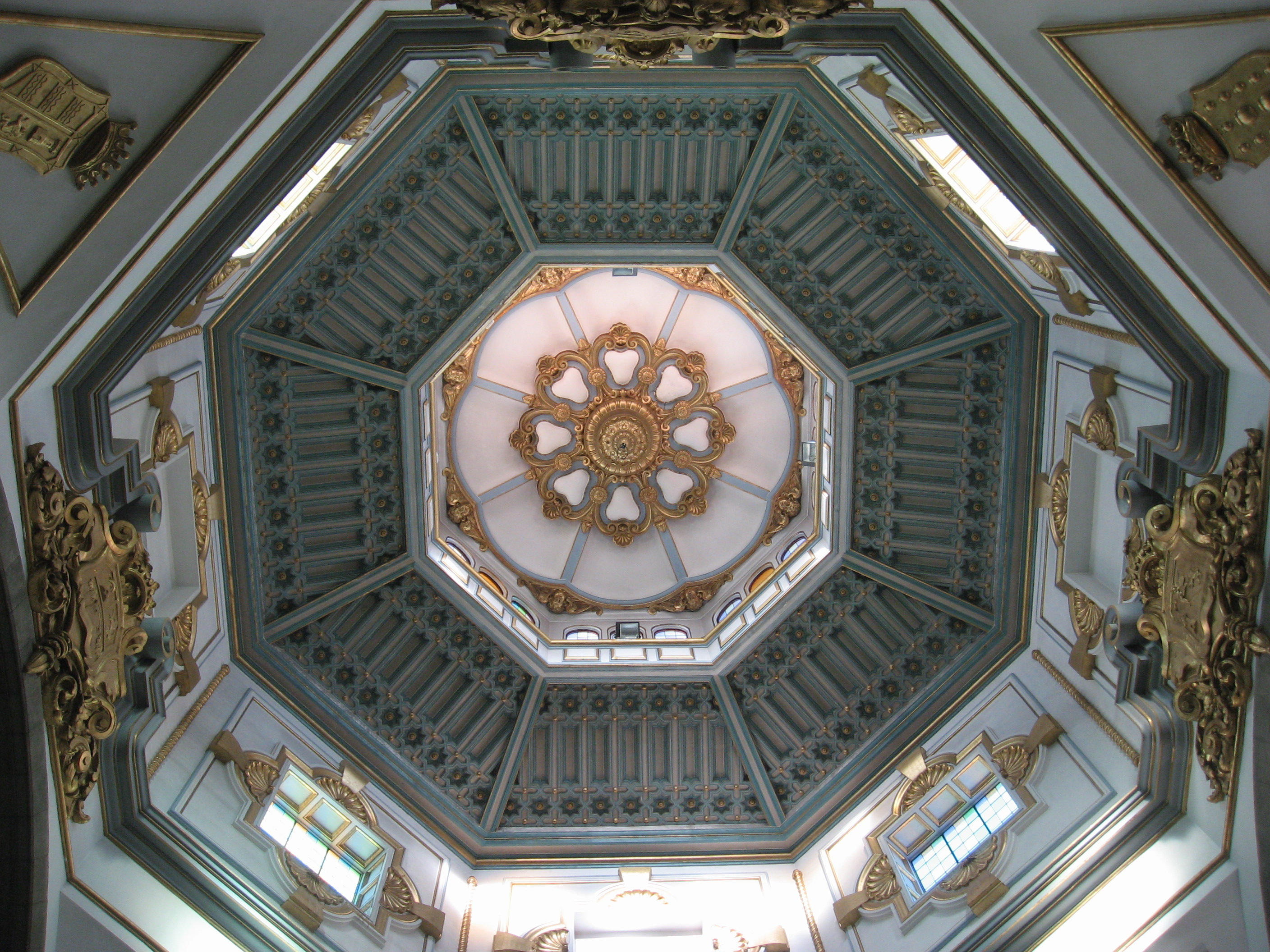
Cúpula de la Basílica de Candelaria desde el interior, en ella se encuentran los escudos de cada una de las Islas Canarias, en referencia al patronazgo de la Virgen de Candelaria sobre el archipiélago canario

El papa Benedicto XVI con motivo del 50 aniversario de la consagración de la basílica de Candelaria en 2009, emitió una bendición apostólica en la que se refería y ratificaba a la Virgen de la Candelaria como patrona general del archipiélago canario.
El texto papal en cuestión refiere:

Su Santidad Benedicto XVI saluda con todo afecto al Excmo y Rvdmo. Mons. Bernardo Álvarez Afonso, Obispo de San Cristóbal de La Laguna, Tenerife, al Obispo Emérito Mons. Felipe Fernández García, a los sacerdotes concelebrantes, a los Padres Dominicos que custodian este Santuario y a los fieles presentes, con motivo del cincuentario de la consagración del magnifico Templo de Nuestra Señora de Candelaria, Patrona General del Archipiélago Canario, y se une a la acción de gracias a Dios por los copiosos dones concedidos por medio de la maternal intercesión de la Virgen María, invocada con tanto fervor por los hijos de aquellas Islas.

Al mismo tiempo, el Santo Padre les invita a celebrar este acto con espíritu de profunda renovación eclesial y a dar nueva vitalidad a la devoción mariana, con la confianza de que Ella, que con su presencia atrajo antaño a sus padres dándole la luz de la fe, seguirá siempre dispensando a todos consuelo y ayuda, para que puedan permanecer unidos a su Hijo mediante los lazos de su maternal amor y dar testimonio del Evangelio de la Vida eterna.

Como prenda de abundantes gracias divinas, e invocando la protección de la misma Virgen Santísima, el Sumo Pontífice imparte con afecto la implorada Bendición Apostólica a cuantos asisten al sagrado rito, a los impedidos que llevan en el corazón el amor a Nuestra Señora de Candelaria, y a todos los canarios.

### Ratificación del patronazgo por el Nuncio Apostólico en España
En febrero de 2009, con motivo de los citados 50 años de la consagración de la basílica de Nuestra Señora de Candelaria, el entonces Nuncio Apostólico en España y Andorra, monseñor Manuel Monteiro de Castro se pronunció a este respecto en su homilía:

Hace cincuenta años, el primero de febrero de 1959, mi predecesor,  que nos acompaña desde la eternidad, el entonces Nuncio  Apostólico Mons. Hildebrando Antoniutti presidió los actos de la consagración de esta «iglesia basílica» dedicada a Nuestra Señora de la Candelaria, Patrona de Canarias.[...] Las gracias atribuidas a la Virgen por la constante devoción de los canarios ha incrementado el fervor de los fieles. Teniendo presente la solicitud de las autoridades locales, la Santa Sede a través de la Congregación para los Ritos declaró patrona Principal del Archipiélago Canario a la Virgen bajo la advocación de Nuestra Señora de la Candelaria.

## Patronazgo de las dos Diócesis canarias
Originalmente la Virgen de Candelaria fue declarada patrona principal de ambas diócesis canarias, dicho patronazgo es sinónimo del patronazgo general sobre el archipiélago (al igual que en otras regiones de España, como en Cataluña con su patrona, la Virgen de Montserrat, o en Extremadura con la Virgen de Guadalupe). En la actualidad cada una de las diócesis tiene también sus propias patronas y patrones específicos;  
Diócesis de Canarias
- Nuestra Señora del Pino (patrona principal de la diócesis).[26]
- San Antonio María Claret (compatrono).[27]
- San Marcial de Limoges (compatrono).[28]

Diócesis de San Cristóbal de La Laguna
- Nuestra Señora de los Remedios (patrona principal de la diócesis).[16]
- San Fernando Rey (compatrono).[16]
- Santa Isabel de Portugal (compatrona).[16]

## Patronas específicas de cada una de las islas
Aunque la Patrona General y Principal de Canarias sea la Virgen de Candelaria, en cada una de las Islas Canarias se venera a su virgen patrona específica, al igual que otras islas, provincias y ciudades de España veneran a sus respectivas patronas específicas.
Las patronas específicas de las islas de la Provincia de Las Palmas son:
- Virgen del Pino, patrona de Gran Canaria,[29][30][31] conjuntamente con Santa Ana.[32][33]
- Virgen de la Peña, patrona de Fuerteventura (también es patrona de la isla, la Inmaculada Concepción de la Villa de Betancuria).[34]
- Virgen de los Volcanes o de los Dolores, patrona de Lanzarote (también es patrona de la isla, la Virgen de las Nieves de Teguise).[35]
- Virgen del Carmen, también conocida como Virgen del Mar, patrona de La Graciosa (Lanzarote).[36]

Las patronas específicas de las islas de la Provincia de Santa Cruz de Tenerife son: 
- Virgen de Guadalupe, patrona de La Gomera (la histórica patrona de la isla, fue la Virgen del Buen Paso, actualmente en Perú).[37]
- Virgen de los Reyes, patrona de El Hierro (la patrona histórica de la isla, era la Inmaculada Concepción de la Villa de Valverde).[34]
- Virgen de los Remedios, patrona de Tenerife (aunque dicho título es adjudicado popularmente a la Virgen de Candelaria, quién es la patrona general de las Islas Canarias).[38]
- Virgen de las Nieves, patrona de La Palma.[39]

## Santos patrones específicos
Canarias no cuenta oficialmente con otro patronazgo para la totalidad del archipiélago más allá de la Virgen de Candelaria. Si bien, entre los santos canonizados el que usualmente representa al conjunto del archipiélago es San Pedro de San José de Betancur, primer santo nativo de las islas, y que de hecho, ha sido propuesto como compatrono de Canarias. Al margen de esto, expecíficamente cada una de las islas tiene también un santo patrono:
- San Marcial (patrono de la isla de Lanzarote).[43]
- San Buenaventura (patrono de la isla de Fuerteventura).[44]
- San Pedro Mártir de Verona (patrono de Gran Canaria).[45][46]
- San Miguel Arcángel (Santo patrono de las islas de La Palma[47] y Tenerife).[48]
- San Sebastián (patrono de La Gomera).[49]
- San Agustín de Hipona (patrono de El Hierro).[50]
- San Felipe (patrono de La Graciosa, Lanzarote).[51]